# Palazzo Senatorio (Messina)
Palazzo Senatorio (anche Palazzo Senatoriale) era un edificio in piazza Duomo della città di Messina.

## Storia
Il palazzo fu iniziato nel 1602 da Andrea Calamech e completato da Giacomo Del Duca.
Dopo  la Rivolta antispagnola di Messina nel 1678 il Senato Messinese fu abolito e decretata la demolizione, al suo posto fu eretta la statua di Carlo II di Spagna. 
La Loggia dei Mercanti successivamente diventò il Palazzo Senatorio «alla Marina», che fu distrutto dal terremoto del 1783.